# Tännforsen
Tännforsen er et vandfald i Tännforsen Naturreservat i Åre Kommune i det vestlige Jämtlands län, cirka 22 kilometer fra Åre. Det er et af Sveriges største vandfald med en falddybde på 38 meter, heraf de 32 meter i lodret fald. Tilsammen med bredden af vandfaldet på 60 meter har vandfaldet en overflade på 1.920 kvadratmeter, hvilket er det største i Sverige.
Vandfaldet udgør en del af Indalsälven og forbinder Tännsjön med Östra Noren. Mængden af vand som passerer vandfaldet varierer alt efter årstid. Der er mindst vand i perioden december til februar, hvor Tännforsen dækkes af et isskrud. I et gennemsnitligt år, hvor vandgennemstrømningen opnår sit højdepunkt i perioden maj til juni, kan 400 kubikmeter vand eller mere strømme over vandfaldets top hvert sekund.